# Massa (elettrotecnica)

Uno dei simboli della massa

La massa, in elettrotecnica, è la parte conduttrice accessibile di un impianto elettrico o di componente elettrico che può essere toccata durante il funzionamento ordinario e che non è in tensione nel normale funzionamento, ma che in seguito ad un guasto (ad esempio per cedimento dell'isolamento principale) può assumere tensioni pericolose verso terra tali da costituire un rischio per la sicurezza delle persone. Una parte conduttrice che può andare in tensione solo perché è in contatto con una massa, non è da considerare una massa.
Nel linguaggio corrente con il termine massa, o con l'equivalente termine inglese chassis, si intende il contenitore metallico di un apparato elettronico o l'involucro metallico di un apparecchio utilizzatore, che comunque risponde compiutamente alla definizione di "parte conduttrice accessibile", così come stabilita dalla norma tecnica.
Diversamente, le espressioni massa, messa a terra e potenziale di riferimento, anche se spesso coincidenti, sono concettualmente definite in modo diverso.

## Collocazione
Secondo la normativa elettrica in tutti gli apparecchi in cui sia presente la tensione di rete ed il loro isolamento sia in classe 1, la massa deve essere messa a terra attraverso la spina elettrica oppure con un conduttore fisso di colore giallo-verde oppure in rame nudo. In casi particolari, anche se lo strumento di misura è alimentato dalla tensione di rete, è necessario momentaneamente scollegare il conduttore di terra dello strumento, come nel caso in cui si debbano effettuare misure con l'oscilloscopio su un circuito alimentato direttamente dalla tensione di rete. 

## Circuiteria e misurazioni
Quando si effettuano misure su un circuito con un multimetro o un oscilloscopio è necessario che la massa di riferimento dello strumento sia connessa alla massa di riferimento del circuito in esame. Solitamente infatti le tensioni sono riferite alla massa. In alcuni casi, in particolare negli strumenti di misura elettronici e negli alimentatori di classe elevata, alcune sezioni di questi circuiti possono presentare una certa criticità rispetto al punto comune di massa, dovuto al bassissimo valore delle tensioni presenti in queste sezioni, pertanto, in fase di progetto si ricorre ad una configurazione detta "massa stellare", ovvero un unico punto in cui confluiscono i terminali della componentistica di queste sezioni del circuito.
Spesso, in circuiti complessi costituiti da blocchi funzionali logici insieme a blocchi analogici, le masse dei due circuiti sono galvanicamente separate tra loro, pertanto nello schema elettrico le due masse sono indicate con simboli differenti. In alcune apparecchiature le masse possono essere addirittura quattro: massa della rete elettrica, massa del telaio, massa comune del circuito, massa flottante, ovviamente ciascuna contraddistinta da un proprio simbolo.
È possibile collegare la massa di riferimento dello strumento ad un punto di riferimento del circuito studiato diverso dalla massa, a condizione che non esista altro collegamento tra le due masse, per esempio se entrambi sono messi a terra.

## Differenze con la messa a terra
Spesso la massa è confusa con la messa a terra o con il potenziale di riferimento detto anche comune o zero volt. Il potenziale di riferimento, inglese ground, è la parte di un circuito elettrico il cui potenziale elettrico è posto per definizione a zero. Esistono alcuni casi in cui il riferimento potrebbe essere correttamente chiamato anche massa: ad esempio, nelle automobili la carrozzeria funziona anche da potenziale di riferimento per molti carichi ed è spesso connessa al polo negativo della batteria.
Da notare che un circuito elettrico che non ha una parte metallica, o la cui parte metallica non può venire a contatto con la tensione di rete, non ha massa.
La massa di un sistema elettrico può essere mantenuta allo stesso potenziale della Terra (in inglese earth) attraverso l'impianto di messa a terra. Diversamente la massa è detta "flottante".